# Długi Grąd
Długi Grąd (deutsch Dlugigrund, 1930–1945 Langengrund) war ein kleiner eigenständiger Ort im Gebiet der heutigen polnischen Woiwodschaft Ermland-Masuren. Seine Ortsstelle liegt im Bereich der Stadt- und Landgemeinde Mikołajki (deutsch Nikolaiken) im Powiat Mrągowski (Kreis Sensburg).

## Geographische Lage
Die Ortsstelle von Długi Grąd liegt in der östlichen Mitte der Woiwodschaft Ermland-Masuren, 26 Kilometer östlich der Kreisstadt Mrągowo (deutsch Sensburg) und ist über eine Nebenstraße von Olszewo (Olschewen, 1938–1945 Erlenau) aus in Richtung Leśny Dwór (Grünhof) zu erreichen.

## Geschichte
Der nach 1785 Dlugigrondt und bis 1930 Dlugigrund genannte kleine Ort bestand ursprünglich lediglich aus einem großen Hof. 1874 kam er in den neu errichteten Amtsbezirk Lucknainen (polnisch Łuknajno), der zum Kreis Sensburg im Regierungsbezirk Gumbinnen (ab 1905 Regierungsbezirk Allenstein) in der preußischen Provinz Ostpreußen gehörte.
Am 30. September 1928 gab der Gutsbezirk Dlugigrund seine Eigenständigkeit auf und wurde in die Landgemeinde Olschewen (1938–1945 Erlenau, polnisch Olszewo) eingegliedert. Am 3. November 1930 wurde Dlugigrund in Langengrund umbenannt.
Unter diesem Namen kam der Ort 1945 in Kriegsfolge mit dem gesamten südlichen Ostpreußen zu Polen und erhielt die polnische Namensform Długi Grąd. Der Ort wird nicht mehr erwähnt und ist wohl in Olszewo aufgegangen. Die Ortsstelle liegt im Bereich der Stadt- und Landgemeinde Mikołajki im Powiat Mrągowski (Kreis Sensburg) innerhalb der Woiwodschaft Ermland-Masuren.
Dlugigrund bzw. Langengrund war bis 1945 in die evangelische Kirche Schimonken in der Kirchenprovinz Ostpreußen der Evangelischen Kirche der Altpreußischen Union sowie in die katholische Kirche St. Adalbert in Sensburg im Bistum Ermland eingepfarrt. 